# Calpaïne
Les calpaïnes (EC 3.4.22.52, EC 3.4.22.53) sont des protéases à cystéine, non-lysosomiales, dont l'activité, de type papaïne, est dépendante du calcium. Ces enzymes sont responsables de la protéolyse neutre calcium-dépendante. Les calpaïnes possèdent un domaine leur permettant d'interagir avec le calcium. Ce domaine, fortement homologue à la calmoduline, est dit calmodulin-like et présente des structures EF-Hand capables de lier les ions calcium.  
Le site actif des calpaïnes est constitué de trois acides aminés (triade catalytique): Cystéine (C), Histidine (H) et Asparagine (N).

## Historique
L'histoire des calpaïnes débute au milieu des années 1960 lorsque des activités protéolytiques calcium-dépendantes ont été détectées dans le cerveau, le cristallin et d'autres tissus. Les enzymes responsables de cette protéolyse furent appelées CAPN pour calcium-activated neutral proteases. Les deux premières enzymes (calpaïnes 1 et 2) furent isolées en 1964 par Guroff. Leurs activités de type papaïne dépendantes du calcium, non-lysosomiales et nécessitant un pH neutre les différencient clairement des cathepsines. Le nom calpaïne est choisi par contraction de calcium et de papaïne. Depuis, plusieurs autres calpaïnes ont été identifiées. De plus, certaines protéines déjà découvertes telles que nCL-2, nCL-4 et SolH, se sont révélées être des calpaïnes et ont donc été reclassées dans cette famille de protéase. Le nom de ces protéines ne permettant pas de les identifier clairement comme des calpaïnes, une nouvelle nomenclature a été mise en place par la FASEB en 2001.
La dernière calpaïne a été identifiée en 2001, portant le nombre des calpaïnes à 14.

## Fonctions physiologiques et enjeux médicaux
Elles sont encore mal comprises, mais en 2016, on sait qu'une activité anormale (dérégulée) des calpaïnes joue un rôle important dans de nombreuses maladies, dont le diabète, la dystrophie musculaire, les maladies cardiovasculaires et pulmonaires, la neurodégénérescence, et le cancer. 

## Nomenclature
La nomenclature actuelle, mise en place en 2001 lors de la FASEB Summer Research Conferences, distingue 14 calpaïnes différentes, de la calpaïne 1 à la calpaïne 15 (on notera l'absence de calpaïne 4), codées par les gènes capn1 à capn15. 
L'ancienne calpaïne 4 correspond à une sous-unité régulatrice capable de s'hétérodimériser avec les calpaïnes 1 et 2. Ne possédant pas d'activité protéolytique, elle a été rebaptisée Css1 pour Calpain Small Subunit 1. Une seconde sous-unité régulatrice a été identifiée en 2002 et baptisée Css2.
Le tableau suivant résume la nouvelle nomenclature : 
| Différentes calpaïnes | Gènes capn | Anciens ou autres noms utilisés | Année d'identification | EF-Hand | Tissus                                  |
| --------------------- | ---------- | ------------------------------- | ---------------------- | ------- | --------------------------------------- |
| Calpaïne 1            | capn1      | CAPN1 ou µ-calpaïne             | 1964                   | +       | ubiquitaire                             |
| Calpaïne 2            | capn2      | CAPN2 ou m-calpaïne             | 1964                   | +       | ubiquitaire                             |
| Calpaïne 3            | capn3      | nCL-1 ou p94                    | 1989                   | +       | muscle squelettique, cristallin, rétine |
| Calpaïne 5            | capn5      | htra3, nCL-3                    | 1997                   | -       | ubiquitaire                             |
| Calpaïne 6            | capn6      | CAPNX, calpamoduline            | 1997                   | -       | placenta, utérus                        |
| Calpaïne 7            | capn7      | palBX                           | 1999                   | -       | ubiquitaire                             |
| Calpaïne 8            | capn8      | nCL-2                           | 1993                   | +       | estomac                                 |
| Calpaïne 9            | capn9      | nCL-4                           | 1998                   | +       | appareil digestif                       |
| Calpaïne 10           | capn10     | CAPN10 ou CAPN8                 | 2000                   | -       | ubiquitaire                             |
| Calpaïne 11           | capn11     | CAPN11                          | 1999                   | +       | testicules                              |
| Calpaïne 12           | capn12     | CAPN12                          | 2000                   | +       | ubiquitaire                             |
| Calpaïne 13           | capn13     | CAPN13                          | 2001                   | +       | testicules, poumon                      |
| Calpaïne 14           | capn14     | CAPN14                          | 2001                   | -       | ubiquitaire                             |
| Calpaïne 15           | capn15     | SolH                            |                        | -       | ubiquitaire                             |

| Sous-unités régulatrices | Gènes            | Anciens noms utilisés | Année d'identification | EF-Hand | Tissus                          |
| ------------------------ | ---------------- | --------------------- | ---------------------- | ------- | ------------------------------- |
| Css1                     | capn-s1 ou cpns1 | calpaïne 4 ou CAPN4   | 1964                   | +       | ubiquitaire                     |
| Css2                     | capn-s2 ou cpns2 |                       | 2002                   | +       | tissu-spécifique (à déterminer) |

## Classifications
Les calpaïnes sont classées selon deux classifications différentes.
- La première est basée sur la présence ou l'absence de structures EF-Hand permettant la fixation du calcium. Les calpaïnes possédant ces structures sont dites "conventionnelles" ou "typiques". À l'inverse, les calpaïnes dépourvues d'EF-Hand sont dites atypiques.
  - Calpaïnes typiques : Calpaïnes 1, 2, 3, 8, 9, 11, 12 et 13.
  - Calpaïnes atypiques : Calpaïnes 5, 6, 7, 10, 14 et 15.
- La seconde classification est basée sur la localisation des enzymes, distinguant des calpaïnes ubiquitaires, présentes dans toutes les cellules de l'organisme, quel que soit le tissu considéré, et les calpaïnes tissu-spécifiques, exprimées uniquement dans certains tissus.
  - Calpaïnes ubiquitaires : Calpaïnes 1, 2, 5, 7, 10, 12, 14 et 15.
  - Calpaïnes tissu-spécifiques : Calpaïnes 3, 6, 8, 9, 11 et 13.

## Conférence internationale
- The Biology of Calpains in Health & Disease 17 au 22 juillet 2016, organisée par la FASEB, Lieu : Big Sky, MT, United States (Website)